# Хорошилово (Орловская область)
Хорошилово — деревня в Урицком районе Орловской области России. 
Входит в Богдановское сельское поселение (Орловская область) в рамках организации местного самоуправления и в Богдановский сельсовет в рамках административно-территориального устройства.

## География
Расположен в 12 км к югу от райцентра, посёлка городского типа Нарышкино, и в 33 км юго-западу от центра города Орёл.

## Население
| 2002 | 2010 |
| ---- | ---- |
| 251  | ↘222 |

Согласно результатам переписи 2002 года, в национальной структуре населения русские составляли 91 % от жителей.